# Кисельов Ігор Леонідович
І́гор Леоні́дович Кисельо́в — український військовий льотчик, полковник Повітряних сил Збройних сил України, учасник російсько-української війни.

## Життєпис
Ігор Кисельов — з династії льотчиків — дідусь та батько служили військовими льотчиками.
Льотчик 1 класу, пілот МІГ-29.
Протягом 2015—2019 рр. — командир 204-ї бригади тактичної авіації.
З початку російського вторгнення в Україну здійснює навчання пілотів, оперативне керування польотами та здійснює бойові вильоти.

## Нагороди
- Орден Богдана Хмельницького III ступеня (26 лютого 2023) — за особисту мужність і самовідданість, виявлені у захисті державного суверенітету та територіальної цілісності України, вірність військовій присязі[2].